# آسوشیتد پرس استرالیا
آسوشیتد پرس استرالیا (انگلیسی: Australian Associated Press) (مخفف انگلیسی: AAP) یک خبرگزاری استرالیایی است که در سال ۱۹۳۵ توسط کیث مرداک بنیان‌گذاری شد.
این خبرگزاری بیش از 180 نفر را در تمام ایالتهای استرالیا و همچنین نیوزیلند و شهرهای لس آنجلس و لندن در استخدام خود دارد. همچنین حدود 100 عکاس خبری آزاد (freelance) و دهها نفر نیز بصورت قراردادی با بخش یادداشت و سرمقاله نویسی این خبرگزاری همکاری دارند.خبرگزاری آسوشیتدپرس استرالیا تحت مالکیت شرکت "ناین" (Nine) ، شرکت "نیوز استرالیا" ، شرکت "سون وست مدیا" (Seven West Media) و شرکت "استرالین کامیونیتی مدیا" قرار دارد در دهه های گذشته اخبار مربوط به حوزه های مختلف سیاسی و اقتصادی و ورزشی در کنار تصاویر و فیلم ارائه داده است.
ای‌ای‌پی تحت مالکیت سه سازمان خبری استرالیایی قرار دارد – نیوز کورپ استرالیا، شرکت ناین انترتینمنت و سون وست مدیا. شرکت ناین ۴۷٪، نیوز کورپ ۴۵٪ و سون وست ۸٪ از سهام این شرکت را در اختیار دارند.